# Aleksandr Barjatinskij

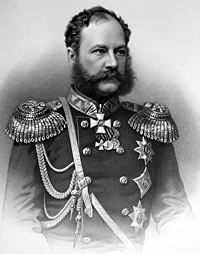
Aleksandr Barjatinskij.

Aleksandr Ivanovitj Barjatinski, född den 2 mars 1814, död den 26 februari 1879 i Geneve, var en rysk furste och fältherre.  
Barjatinskij härstammade från de gamla suveräna furstarna av Tjernihiv, vilka ledde sina anor från Rurik, och uppfostrades tillsammans med tronföljaren, sedermera kejsar Alexander II. Som militär gick Barjatinskij snart till Kaukasus, där han under striderna med bergsfolken vann hastig befordran (generallöjtnant 1852). 
Den 6 september 1859 stormade han Sjamyls bergfäste Gunib och tog Sjamyl själv till fånga. För denna bragd utnämndes Barjatinskij till fältmarskalk. 1862 måste han till följd av försvagad hälsa avgå från befälet i Kaukasus, varefter han mest vistades på resor i utlandet eller på sina gods i Polen.
Johann Strauss den yngre tillägnade honom marschen Fürst Bariatinsky-Marsch (op. 212) år 1858.

## Utmärkelser
- Riddare med storkors av Vilhelms militärorden,  19 februari 1860
- Johanniterorden
- Württembergska kronorden
- Riddare av Sankt Alexander Nevskij-orden
- Röda örns orden
- Svarta örns orden
- Badiska husorden Fidelitas
- Sachsens civilförtjänstorden
- Vilhelms militärorden
- Zähringer Löwenorden
- Hessiska Ludvigsorden
- Vita falkens orden
- Leopoldsorden
- Sankt Stefansorden
- Storkors av Hederslegionen
- Sankt Vladimirs orden, fjärde klassen
- Sankt Vladimirs orden, första klassen
- Vita örnens orden
- Sankt Annas orden, första klass
- Ekkronans orden
- Andreasorden
- Georgsorden, tredje klass
- Guldsabel "för tapperhet"
- Georgsorden, andra klass
- Georgsorden, fjärde klass
- Första graden av Lejon- och solorden

[Redigera Wikidata]